# Equilibratore (aeronautica)
L'equilibratore (chiamato anche elevatore o timone di profondità) è la parte mobile del piano orizzontale di coda di un aeromobile. Solitamente accoppiato ad una parte fissa chiamata stabilizzatore, può anche essere costituito da una sola parte interamente mobile.
1. equilibratore
2. stabilizzatore

1. deriva
2. timone.

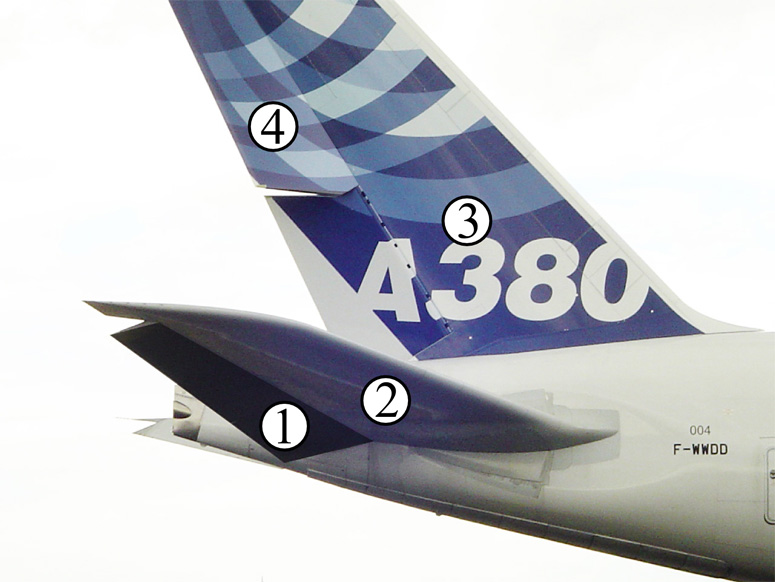
Impennaggi di coda:
- orizzontali:
- equilibratore
- stabilizzatore
- verticale:
- deriva
- timone.

La funzione dell'equilibratore è quella di consentire di variare la portanza del piano di coda, permettendo così di variare l'inclinazione del velivolo rispetto ad un piano orizzontale (beccheggio). 

Effetto dell'azione degli equilibratori sull'assetto di un aeromobile
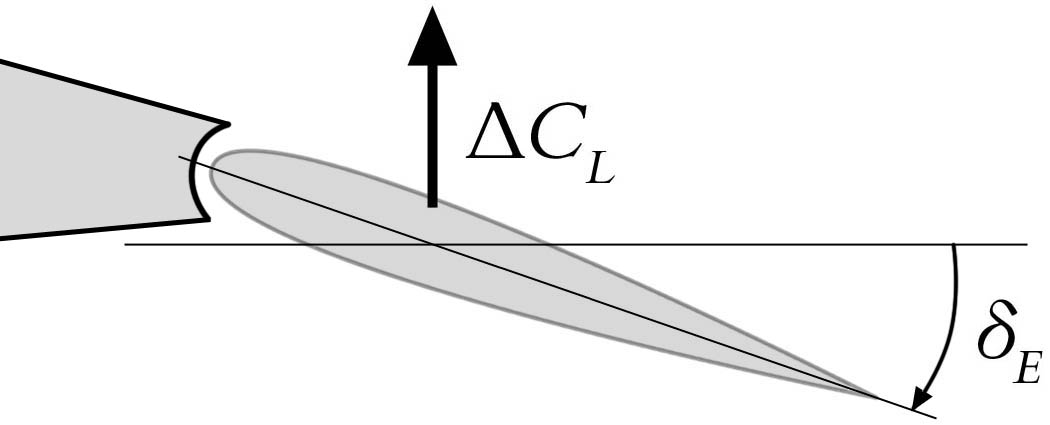
Piano di coda, particolare dell'equilibratore